# Animal Crossing: New Leaf
Animal Crossing: New Leaf (с англ. — «Перекрёсток животных: С чистого листа») — компьютерная игра и симулятор жизни, разработанная Nintendo EAD и изданная Nintendo для портативной приставки Nintendo 3DS, четвёртая часть в основной серии Animal Crossing. Она вышла в 2012 году в Японии и в 2013 году в странах Европы, в США и Австралии. В ноябре 2016 года была выпущена обновлённая версия Welcome Amiibo с поддержкой фигурок Amiibo.
В данной игре управляемый персонаж становится мэром городка, населённого антропоморфными животными. New Leaf предлагает во многом привычный для серии игровой процесс, позволяя разными способами зарабатывать денежные средства, собирая и продавая природные ресурсы, чтобы погасить ипотеку за предоставленный дом. Тем не менее четвёртая часть впервые позволяет устанавливать на улице общественные проекты — инфраструктуру, здания или украшения, пользуясь полномочиями мэра. Создатели также стремились извлечь максимальную выгоду из сетевых возможностей приставки 3DS, позволяя не только играть в многопользовательском режиме, но и иные возможности обмениваться данными с другими игроками, например загружать копии жилых участков или посещать резервные копии городков.
При разработке New Leaf разработчики исходили из идеи «перезагрузки» — создания игры с самым инновационным игровым процессом в серии, но с сохранением общей концепции. Это стало прямым следствием провального выпуска City Folk, которую ругали за излишнею схожесть с более ранними играми франшизы. Так, разработчиками была введена механика изменения окружающего пространства и изменён художественный дизайн игрового мира и персонажей в сторону более реалистичного.
После выхода New Leaf ждал коммерческий успех. Так как основная аудитория игры состояла из женщин, девочек и тех, кто не играл в игры от Nintendo, массовые продажи New Leaf сопровождались и массовыми покупками приставки 3DS; в итоге в Японии и Южной Корее это привело к дефициту консолей. Игровые критики в основном положительно отозвались об игре, похвалив её за введение механики изменения окружающего мира и разнообразные возможности, связанные с многопользовательским режимом.
New Leaf запомнилась, как одна из главных эксклюзивных игр на 3DS и в своё время считалась прорывной во франшизе Animal Crossing, представив впервые обновлённый художественный стиль, продвинутую кастомизацию персонажей и окружающего мира.

## Игровой процесс
Как и предыдущие игры серии, New Leaf — это нелинейный симулятор жизни с бесконечным игровым процессом, где игрок управляет персонажем-человеком в городке, населённом антропоморфными животными. Игра начинается с того, что игрок выбирает пол и имя своего персонажа, даёт название городку, где он будет жить, и подбирает карту местности. Вышеописанные игровые параметры игрок устанавливает во время диалога с котом по имени Ровер (англ. Rover). После того, как игрок прибывает в городок, его жители по ошибке принимают персонажа игрока за нового градоначальника, так как предыдущий мэр — черепаха Тортимер (англ. Tortimer) — ушёл на пенсию. Игрок отныне должен утверждать и финансировать проекты по благоустройству городка; ему будет помогать ассистентка — собака ши-тцу по имени Изабель (англ. Isabelle). Полномочия мэра являются главным нововведением New Leaf в сравнении с её предшественницами из серии Animal Crossing. В остальном же, игровой процесс в целом подобен другим играм франшизы. Внутриигровое время соответствует реальному; например, ночью закрыты все магазины. В игре имеется смена времён года, а также множество различных праздников и мероприятий, доступных в определённые дни. New Leaf также поддерживает трёхмерный стереоскопический режим приставки 3DS.

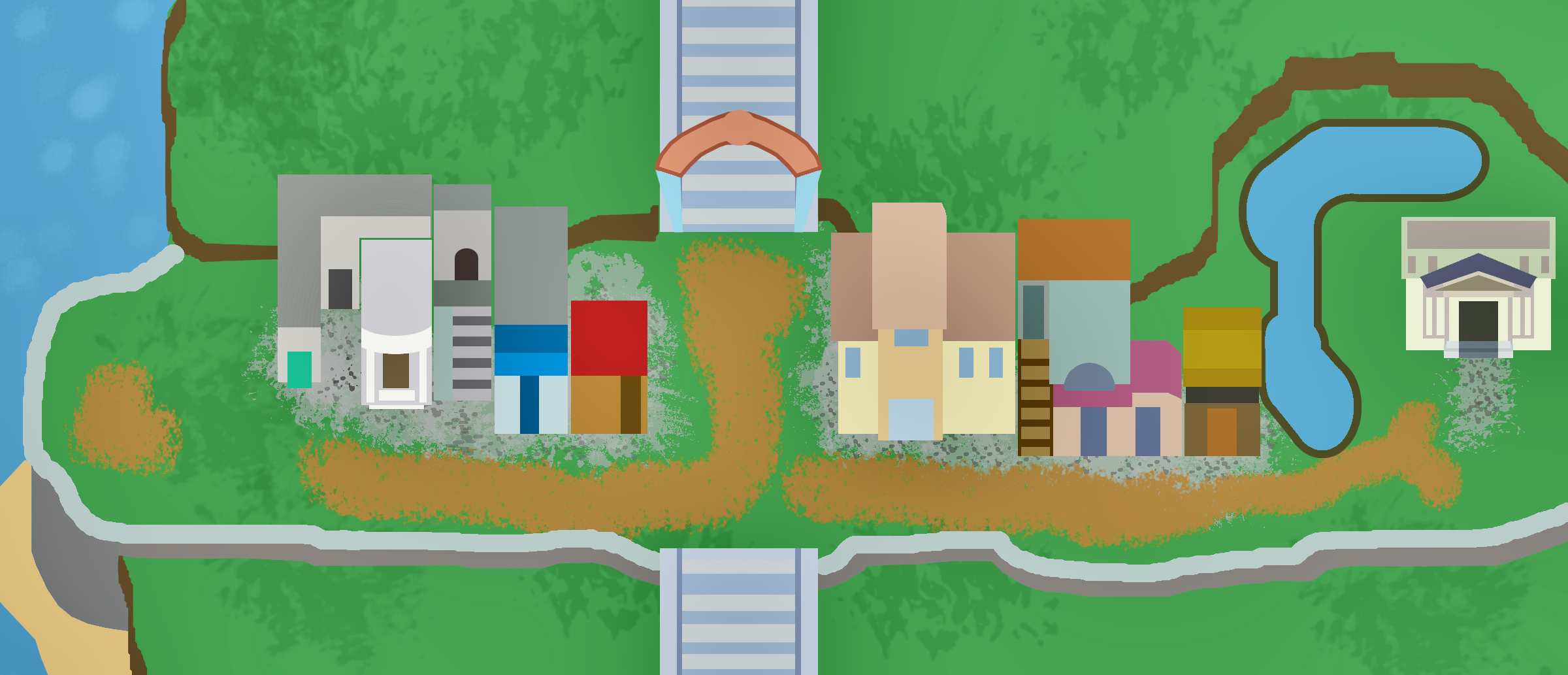
Карта центра городка (вариант с левой прибрежной зоной), в котором размещена большая часть общественных зданий

В основе игрового процесса лежит необходимость разными способами зарабатывать денежные средства — так называемые «колокола» (англ. bells), которые нужны, чтобы погасить долги перед Томом Нуком (англ. Tom Nook) за предоставление нового жилища. Для этого игрок должен ловить рыбу, морскую живность и насекомых, чтобы продавать их в местном магазине, принадлежащем Тимми (англ. Timmy) и Томми (англ. Tommy) — племянникам Нука. New Leaf, в отличие от предыдущих игр серии, позволяет заниматься подводным плаванием, чтобы ловить морских животных. В игре можно посещать тропический остров Тортимера, чтобы ловить дорогие и редкие виды рыб и животных. Это позволит быстрее заработать колокола. Также на острове можно принимать участие в различных мини-играх, чтобы получить в качестве награды медали, на которые приобретаются особые островные предметы. Живность можно как продавать, так и жертвовать в музей филина Блезерса (англ. Blathers), пополняя его выставку. Другой способ заработка — выкапывание окаменелостей, добыча минералов из камней или стрельба из рогатки по подаркам, летающим на воздушных шарах. Игрок также может выращивать деревья, кусты, цветы и выводить гибридные сорта, недоступные для покупки. Помимо этого, можно покупать репу — внутриигровой аналог активов, чтобы потом перепродать её по завышенной цене. После погашения игроком кредита, Том Нук предложит расширить жилище за ещё больший кредит. В ходе продажи и покупки предметов в лавке Нука происходит развитие и самой лавки: её здание перестраивается в крупный универмаг с большим ассортиментом.
Для оформления жилища игрового персонажа в желаемом для него стиле New Leaf предоставляет широкий выбор мебели. В начале игры эти предметы не доступны: их можно покупать в магазине Нука, магазине «Ри-Тэйл» (англ. «Re-Tail»), принадлежащем альпакам по имени Риз (англ. Reese) и Сайрус (англ. Cyrus) или у пса Харви (англ. Harvey) за «мяу-купоны» (англ. MEOW Coupons). Наоборот, ненужные предметы можно продавать за деньги, но игрок в будущем сможет заказать эти же предметы в обновлённом магазине Нука. New Leaf позволяет менять цвет мебели, если игрок отнесёт её Сайрусу. Также игра расширяет настройки внешности персонажа, позволяя ему подбирать разные детали одежды, вплоть до носков.

### Игровой мир и развитие городка
Городок, в котором разворачивается основное действие, населён антропоморфными животными. Вначале городок представляет собой полупустую местность, но развивается и изменяется под влиянием решений игрока. В нём могут жить до 10 жителей, которые генерируются из списка 333 разных персонажей у каждого игрока случайным образом. С местными жителями можно развивать дружеские отношения, проводя с ними периодические диалоги и выполняя их просьбы, можно отправлять им письма и получать приглашения посетить их дома. В городе имеется центр, где сосредоточены почти все общественные здания — музей филина Блезерса, почтовое отделение, магазин, ателье, агентство недвижимости. 

«Общественные проекты» — одно из главных нововведений в New Leaf, позволяя устанавливать снаружи определённые предметы. Игра в сравнение с её предшественницами предоставляет гораздо больше способов благоустройства уличного пространства.

По мере развития городка, в нём будут открываться новые заведения или расширяться имеющиеся. Они включают обувной магазин скунса Кикса (англ. Kicks), садовый центр ленивца Лейфа (англ. Leif), который также может убрать сорняки в городе или клуб развлечений «LOL»(англ. «Club LOL») комика-аксолотля Доктора Шранка (англ. Dr. Shrunk), где также по субботам даёт концерты пёс К.К. Слайдер (англ. K.K. Slider). Развитие происходит либо автоматически по мере игрового прогресса, либо в рамках общественных проектов. Некоторые продавцы приезжают в городок на короткое время, например лис Редд (англ. Redd), торгующий предметами, или бородавочница Джоан (англ. Joan), торгующая репой. В определённые дни в городке проводятся праздничные мероприятия. Из-за многочисленных жалоб от некоторых игроков в прошлом, роль мистера Ресетти (англ. Mr. Resetti) была ограничена. Разработчики рассматривали возможность полностью убрать этого персонажа, но и не желали делать этого, поэтому в качестве компромисса, команда решила сохранить ему старую роль, но если этого пожелает сам игрок, в частности он может пригласить Ресетти в свой городок в рамках городского проекта.
Главное нововведение, пришедшее вместе с New Leaf — полномочия мэра, позволяющие игровому персонажу на данной должности утверждать новые законы и организовывать проекты по благоустройству городка. Участие в градостроительных обязанностях не является обязательным условием для игрового прогресса.
Проекты общественных работ позволяют менять внешний вид города и обустраивать его объектами инфраструктуры и декорациями. Игрок запускает проект, выбирая доступные варианты из особого списка и решает, где его разместить. В качестве проектов могут выступать как объекты инфраструктуры или элементы декора, например, мосты, уличные скамейки или фонари, так и новые общественные пространства, например, кемпинг для гостей, кофейня, полицейский участок или выставочная площадка для городского музея. Чем больше реализуется общественных проектов, тем больше новых проектов становится доступно игроку, например Стоунхендж. Жители городка также могут вносить предложения по улучшению города и жертвовать денежные средства на их реализацию. Хотя основные денежные инвестиции потребуется по прежнему совершать игроку.
Игровой персонаж, как мэр городка, может утверждать законы, влияющие на его жизнь и развитие. Например постановление «Bell Boom» улучшает экономику и позволяет продавать или покупать предметы по более выгодной цене. В режиме «Beautiful Town» животные чаще сажают цветы, они не вянут и сорняки растут реже, с режимом «Early Bird» магазины открываются раньше, а с «Night Owl» — наоборот работают ночью. Данные изменения позволяют подстраивать работу игровых магазинов под дневной режим игрока. Долгое отсутствие игрока чревато некоторыми неприятными последствиями — тараканами в доме, обилием сорняков на улице, недовольными жителями и шансом того, что некоторые из жителей покинут городок.

### Дополнительные и сетевые возможности
В игре имеется многопользовательский режим, позволяющий через локальную сеть или интернет играть вместе с несколькими игроками или переписываться во внутриигровом чате, если оба играют в New Leaf одновременно. Для этого один из игроков должен посетить остров другого, получив от последнего специальный код. Перед этим пользователи должны зарегистрировать друг друга как друзей. Многопользовательский режим позволяет ускорять игровой прогресс, например приобретать недоступные предметы, а также использовать таймер для внутриигровых состязаний между игроками. New Leaf также позволяет в «Сонной Комнате» (англ. Dream Suite) во время «сна» игрового персонажа посещать резервные копии городков других игроков. Гуляя по такому городу, игрок не может оказывать на него никакого влияния. Швейная машина в магазине Сестёр Эйбл (англ. Able Sisters) позволяет игрокам создавать QR-коды своих дизайнов, которые другие игроки могут загрузить, отсканировав камерой Nintendo 3DS. Игрок также может загружать скриншоты из игры прямо в социальные сети Facebook, Twitter и Tumblr, если ввёл данные своих учётных записей на приставку 3DS.
New Leaf поддерживает функцию Streetpass, встроенную в 3DS, позволяя через локальную сеть загружать данные других владельцев копий игры, в частности макеты их жилых домов для демонстрации на внутриигровой выставке. Игрок может посещать вымышленную выставку «Витрина Счастливого Дома», управляемую братом-близнецом Изабель — Дигби (англ. Digby), просматривать макеты домов и покупать там мебель по завышенной цене. Есть возможность покупать печенья с предсказаниями за монеты 3DS, генерируемые при ходьбе с консолью, получать предметы с одеждой в стиле игр от Nintendo, например Mario, Metroid или Zelda. Помимо прочего, игроки могут делать снимки, которые сохраняются в галерее Nintendo 3DS Camera и могут быть опубликованы через Facebook, Twitter и Tumblr.

## Разработка
Игра была спродюсирована Кацуя Эгути и создана под руководством Исао Моро и Ая Кёгоку. Они оба входили в команду предыдущего руководителя игры Animal Crossing: City Folk на Wii. При работе над New Leaf разработчики исходили из идеи создать лучшую и окончательную версию Animal Crossing: дать возможность игрокам делать то, что они не могли, например, детальнее менять облик и одежду персонажа или оказывать большее влияние на облик и развитие городка. Региональные события и предметы были также призваны придать игре больше оригинальности и чувства аутентичности. Проблема заключалась в том, что после большого успеха игры Wild World для NDS, команда решила выпустить игру с аналогичным игровым процессом, но City Folk не сыскала такого успеха и была холодно принята. Разработчики поняли, что им нужно создать игру, предлагающую более фундаментальные изменения, нежели новые коллекции предметов и больший список животных, что-то, что вернуло бы интерес к игре у старых фанатов франшизы и удерживало в течение нескольких лет.
Создание игры началось в конце 2010 года. Если предыдущими играми серии занималась одна команда, то к началу разработки New Leaf, в неё вошло множество новичков, в том числе и не знакомых с франшизой. Они обязались опробовать предыдущие игры серии. Команда создателей New Leaf также примечательна тем, что доля женщин-разработчиц составляла в ней ровно половину, в то время, как остальные команды разработчиков игр для Nintendo практически полностью состояли из мужчин. Ая Кёгоку заметила, что присутствие равной доли женщин в команде было намеренным, так как предыдущие игры серии Animal Crossing пользовались большой популярностью у женщин и девочек. По её мнению, женщины-разработчицы могут наилучшим образом понять потребности женских игроков. Помимо прочего, в команду набирали людей разного происхождения и с разным жизненным опытом. Всё это позволяло разнообразить состав разработчиков, а значит — и разнообразить предложенные ими идеи для охвата более широкой аудитории. Разработчики заранее решили, что из принципа не будут выпускать к New Leaf никаких платных расширений, хотя и признались, что такого искушения было трудно избежать при столь прибыльном проекте

### Игровой процесс

Дизайн персонажа Изабель. Слева изображены ранние концепт-арты персонажа, а справа — утверждённые.

Все предыдущие игры серии Animal Crossing выпускались с похожим игровым процессом, где основная цель игрока сводилась к выплате ссуды за дом. Ая Кёгоку призналась, что если бы New Leaf создали таким же образом, то многие игроки бы просто воскликнули «О нет! Только не снова!». Таким образом создатели решили нажать на «кнопку перезагрузки» и выпустить совершенно новую игру. На этом этапе была предложена идея возможности более фундаментального влияния на внешность и развитие городка. Таким образом, чтобы городок отражал ценности игрока и выступал площадкой для его самовыражения. Это в свою очередь позволяло бы ему гордиться проделанной работой и демонстрировать плоды своей работы другим игрокам, формируя в своём роде обратную связь между игровым сообществом. Так, разработчики решили ввести механику, позволяющую менять облик городка через организацию общественных проектов, проще говоря — предоставить возможность игроку самому устанавливать мосты, скамейки, фонари и прочие объекты инфраструктуры, чтобы позволить ему полностью изменить облик городка.
В предыдущих играх серии кастомизация пространства ограничивалась жилым домом игрового персонажа, а также возможностью сажать цветы и деревья на территории городка. Такая кастомизация позволяла придать городу индивидуальный стиль, что побуждало игрока демонстрировать другим всё пространство городка, а не только дом. Идея ввести полномочия мэра пришла значительно позже, как способ логического объяснения того, почему игрок может менять уличное окружение. Ввиду этого возникла новая проблема: изначально механика изменения города разрабатывалась с учётом того, что игрок собственными силами и средствами менял уличные пространства. В итоге статус мэра не ощущался настоящим полномочием. В попытке решения проблемы, разработчики добавили дерево у центральной площади, а также церемонию открытия новых объектов инфраструктуры. Команда также рассматривала множество других идей, которые были отвергнуты, например, инструмент по промывке золота из реки.
Игровой процесс был в целом переосмыслен, чтобы придать ему больше гибкости. Продюсер Кацуя Эгути заметил, что конечная цель разработчиков заключалась в создании игры, где игрок идёт куда то, потому что ему интересно, а не потому, что является требованием. Разработчики учитывали проблему из предыдущих частей серии Animal Crossing, когда игроки вырабатывали сильную зависимость к игре и проводили в ней слишком много времени. В частности игровой процесс оптимизирован так, чтобы сильно ограничивать игрока особенно в начале и чтобы он добивался нужного прогресса через ежедневные но короткие получасовые игровые сессии. Возможности заработка также ограничены но по мере игрового прогресса игрок открывает для себя новые способы добыть деньги и особенно если он посещает городки других игроков. Создатели также заметили, что в предыдущих играх серии игроки часто меняли временные настройки для доступа к магазинам и это было следствием несовершенства игрового дизайна. При этом они не хотели, чтобы магазины работали 24 часа в сутки, так как и смысла во внутриигровых часах тогда бы не было. Компромиссным решением стало предоставление игрокам возможности принимать постановления и законы, предусматривающие открытие магазинов в определённые часы, при этом сохранена синхронизация игры с течением времени в реальном мире.

### Сетевые компоненты
Разработчики описывали New Leaf, как игру, способствующую общению между игроками. Особое внимание было уделено проработке многопользовательского режима. Например была добавлена возможность добавлять других пользователей в список друзей, а также переписываться и отправлять сообщения, если они тоже на данный момент играют в New Leaf. Ая Кёгоку заметила, что игра разрабатывалась так, чтобы всяческими способами поощрять игроков общаться между собой. Это было также важно, как и разработка инновационного игрового процесса в сравнении с предыдущими играми серии Animal Crossing. Игровой процесс разрабатывался так, чтобы побуждать игроков посещать городки других пользователей, например, если резко повышается цена на репу (внутриигровой аналог ценных бумаг). Помимо этого, создатели работали над прочими сетевыми компонентами, позволяющими косвенно взаимодействовать с другими игроками, минуя онлайн-режим. Например выставка макетов домов, чьи копии загружаются автоматически через функцию Streetpass при условии, если владельцы 3DS c копиями New Leaf окажутся поблизости.
Режим «Dream Suite» был добавлен для игроков, не желающих или боящихся играть во многопользовательском режиме, но по прежнему заинтересованных посещать городки других или показывать свой городок. Посещая «во сне» резервные копии городков других пользователей, игрок может совершать там любые действия без какого-либо влияния и последствий. Впервые над данной функцией разработчики начали работать ещё при создании City Folk благодаря наличию функции WiiConnect24 для приставки Wii. Однако эта опция не была добавлена к игре. Также разработчики добавили возможность многопользовательского режима со случайным игроком при посещении острова Тортимера. Такой режим был введён для тех, кому нравилось играть с другими пользователями, но не на своём острове из-за страха того, что гости могут испортить цветы или украсть предметы.

### Графика, стиль и игровой мир
При создании New Leaf разработчики стремились создать максимально качественную графику, насколько это позволяет 3DS. Создатели уделили внимание многочисленным деталям, например, шерсти на животных-жителях. Дизайн New Leaf претерпел некоторые изменения в сравнении с предыдущими играми серии; абстрактные узоры были заменены более детализированными и реалистичными текстурами, добавлены тени. Также был изменён дизайн игрового персонажа-человека, его туловище было удлинено относительно головы. Это было сделано для того, чтобы игрок мог подбирать персонажу в отдельности верхнюю и нижнюю часть одежды. New Leaf, в отличие от предшественниц не привязывала одежду к полу персонажа, и женские, и мужские  персонажи теперь могли носить штаны или платья.

Скриншот из бета-версии игры. Дизайн почти всей растительности был изменён в стравнение с тем, что показывали в промо материалах

Игровой мир также стал самым крупным из раннее представленных. Поскольку игра была разработана для стереоскопического трехмерного дисплея вместо обычного, как у его предшественников, команда разработчиков должна была уделить дополнительное внимание реалистичному освещению и теням, а также не допустить обнаружения недостатков при наблюдении игрового мира с различных точек обзора. Для New Leaf было создано вдвое больше мебели, чем для предыдущих игр серии. Разработчики желали, чтобы игрок мог индивидуализировать своё помещение, для этого также создатели ввели возможность кастомизировать мебель, придавая ей желаемую расцветку.

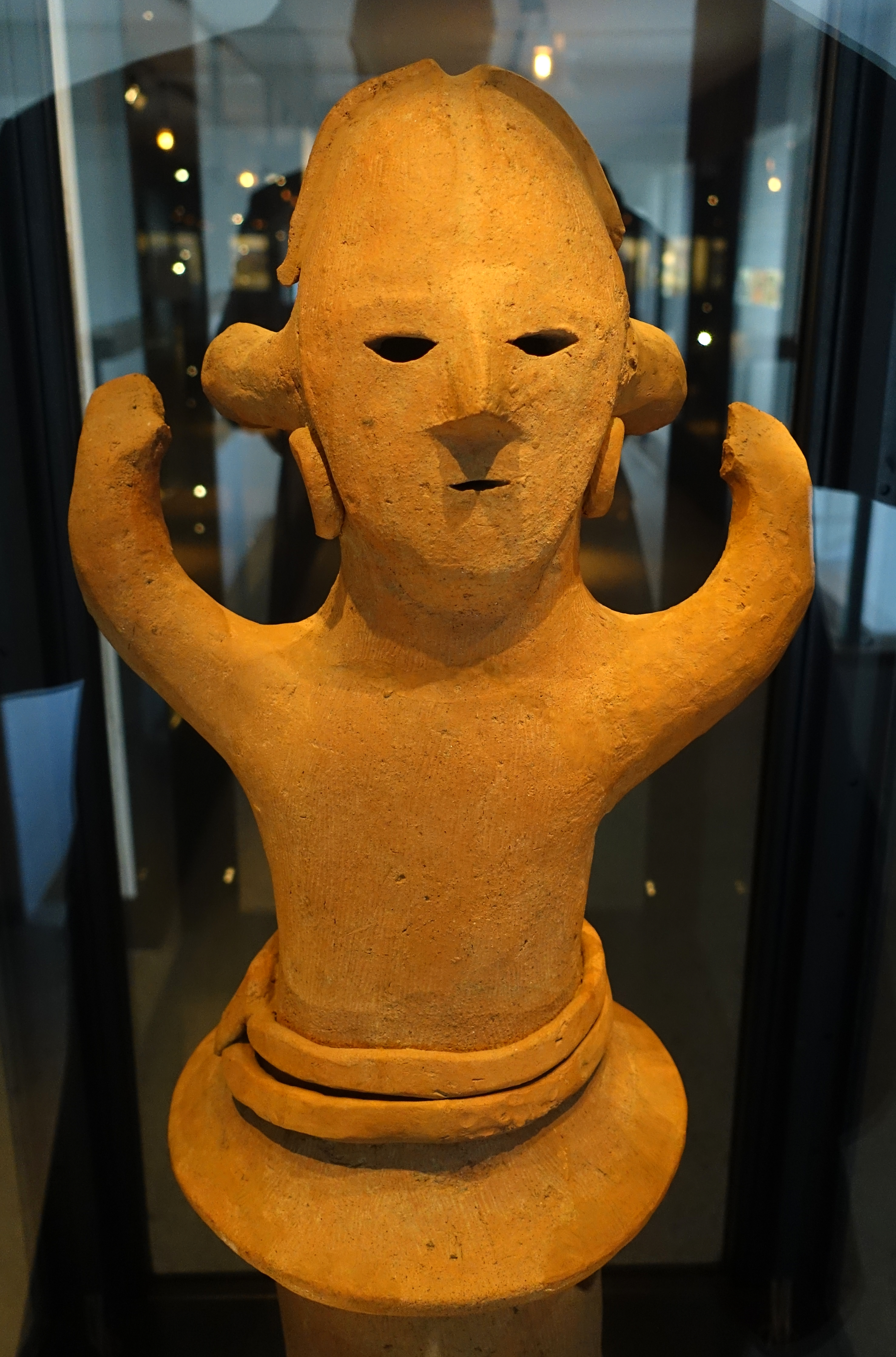
«Гироиды» и дизайны некоторых жителей создавались по образу ханива — изделий коренных народов древней Японии

Диалоги с персонажами — жителями городка стали самыми проработанными в сравнении с предыдущими сериями. При этом они отличаются в японской и американской локализациях. Рэйко Нономия, продюсер локализации, заметила, что при дословном переводе диалогов возникали трудности, поэтому локализаторам предоставлялась творческая свобода в создании новых и дополнительных диалогов. Некоторые из оригинальных английских диалогов в итоге переводились на японский язык. Если сравнивать с предыдущими играми серии, диалоги с животными стали более мягкими и вежливыми, жители не могут прямо оскорблять игрового персонажа. Разработчики учитывали жалобы некоторых игроков, утверждавших что грубое поведение некоторых жителей отбивало у них желание играть. Однако игрок по прежнему будет замечать разные черты характеры жителей городка, некоторые жители-животные могут сразу проявлять дружелюбие, другие же — предвзятость.
Почти все жители городка были созданы на основе старых дизайнов из предыдущих игр. Разработчики также добавили новых жителей. Альпаки (Риз и Сайрус), в частности, были выбраны из-за популярности этих животных в Японии. Впервые в серии появляется собачка ассистентка по имени Изабель, в японской версии её зовут Сидзуэ  (яп. し ず え). Само имя в японской версии отсылает к названию собачьей породы Ши-тцу. При этом английская версия Изабель также является своего рода каламбуром, потому что может расшифровываться как «Its' a bell» — голова Изабель внешне напоминает внутриигровой мешок с деньгами. Некоторые жители отсылают к японской мифологии и являются ёкаями: Кэпн и его семья являются каппами, Том Нук и его племянники — тануки, они символизируют богатство и поэтому владеют магазинами. Лис Редд в японской версии является кицунэ. Луна, позволяющая игровому персонажу «путешествовать в чужих снах» являются баку — духом, пожирающим сны. В игре имеется коллекция «гироидов», являющихся отсылкой к ханива — древнеяпонским керамическим фигурам для погребения периода Кофун. Что касается мистера Ресетти, разработчики не были уверены, стоило ли его добавлять в игру, они ссылались на противоречивую реакцию игроков, некоторым из них нравился крот, другие же могли впадать в истерику, особенно маленькие дети. Ресетти в итоге был добавлен, но его роль в сравнение с предыдущими играми франшизы была ограничена. Однако игрок может сам добавить «Ресет-центр» в рамках городского проекта, тогда крот будет появляться в городке, как и в предыдущих играх серии.

### Музыка
Основная тема игры была написана композитором Манакой Катаока (ранее известная как Манака Томинага), в то время как она сочинила остальную часть саундтрека с Ацуко Асахи. Кадзуми Тотака выступил в качестве звукорежиссёра игры, как и в остальных частях серии, по его образу также был создан пёс по имени К.К. Слайдер, дающий концерты в местном клубе. При написании мелодий Тотака стремился передать «ощущение воздушности», «освежающей утренней атмосферы», при этом характер мелодий различается в зависимости от времени суток, ночью они более спокойные. Композитор также заметил, что процесс создания музыки к New Leaf напоминал скорее развлечение, нежели работу над саундтреком к полноценной игре. Тем не менее музыкальная команда подошла к своей задачей с полной серьёзностью и в том числе сталкивалась с рядом трудностей. В итоге получилось больше композиций чем этого требовалось, и команда решала какие мелодии войдут в игру.
New Leaf выделяется на фоне предыдущих игр серии наиболее проработанными звуковыми эффектами: это реалистичное звучание окружающего фона, а также звуков, издаваемых разной живностью. Тотака заметил, что звуковые эффекты призваны играть не менее важную роль, нежели фоновые мелодии. Вымышленный язык, на котором разговаривают все персонажи в игре, неофициально называется «Анимальским» (англ. Animalese). Он не является полностью синтезированным, так как отдельные звуки и слоги были записаны с участием реальных актёров озвучивания, затем полученные звуки искусственно объединялись в слова и предложения. Полученную речь затем ускоряли и меняли частоту голоса. Всё это было сделано намеренно для достижения неразборчивой имитации речи, сами же диалоги сопровождаются субтитрами.

### Западные локализации
Так как New Leaf задумывалась как игра для международного рынка, а не только японского, разработчики решили заняться локализацией ещё на ранних этапах разработки. Продюсером по локализации выступила Рэйко Ниномия. Она заметила, что успешная локализация игры требует не только перевести текст на иностранный, но и воссоздать подходяще события и среду для игроков из конкретной страны. Разработка локализации New Leaf на английском языке была начата в марте 2012 года членами команды «Treehouse» из Nintendo of America в сотрудничестве со штаб-квартирой компании в Японии. Treehouse занималась переводом игры на английский, французский, испанский языки и сотрудничала с Nintendo of Europe, занимавшейся в свою очередь переводом на дополнительные языки Европы. С самого начала New Leaf разрабатывалась как игра для международного рынка. Команда разработчиков изучила обычаи и праздники из разных стран, а также сотрудничала с офисами Nintendo по всему миру. Разработчики упоминали, что предыдущие игры они стремились сделать универсальными для всех стран, по возможности исключив из них культурные отсылки, однако игры в итоге теряли часть очарования. В разные локализации были добавлены предметы, доступные только для определённых регионов. Это означает, что японскому игроку доступны предметы только из японской локализации, «эксклюзивные» предметы есть и в американской, и в европейских версиях. К ним относятся вариации игровых событий, таких как канун Нового года, поедание новогодней лапши в японской версии, питье игристого сидра в североамериканской версии и полуночное поедание двенадцати сортов винограда в испаноязычной, американской или европейской версиях. При этом игрок по прежнему может получить доступ к «эксклюзивным» предметам для другого региона, посетив остров игрока из другой страны. Праздники и культурные отсылки обсуждались ещё на раннем этапе разработки, до фактической разработки игрового процесса, чтобы свести к минимуму неожиданные нюансы.
Североамериканская и европейская версии содержат дополнительную функцию SpotPass, не включённую в японскую версию и позволяющую загружать данные макетов домов для выставки «Happy Home Showcase» через интернет, а не только при условии близкого нахождения двух приставок с копиями New Leaf через функцию Streetpass. Менеджер локализации Рейко Ниномия объяснила это разной плотностью населения, которая гораздо выше в Японии, что делает обмен данными через Streetpass эффективным, например в поездах. В США же например, люди, живущие вдали от городов не смогут воспользоваться этой функцией.

## Анонс, продвижение и выпуск игры
Animal Crossing: New Leaf была официально анонсирована на E3 2010 как первая игра в серии для Nintendo 3DS. Впоследствии она была представлена на выставке Nintendo World в 2011, а затем на E3 2011 с изначальной датой выхода в 2011 году в Японии. Однако релиз был передвинут на 2012 год. Анонс английской версии состоялся в октябре 2012 года, с ориентировочной датой выпуска на Западе — начало 2013 года, затем релиз был передвинут на начало лета того же года.

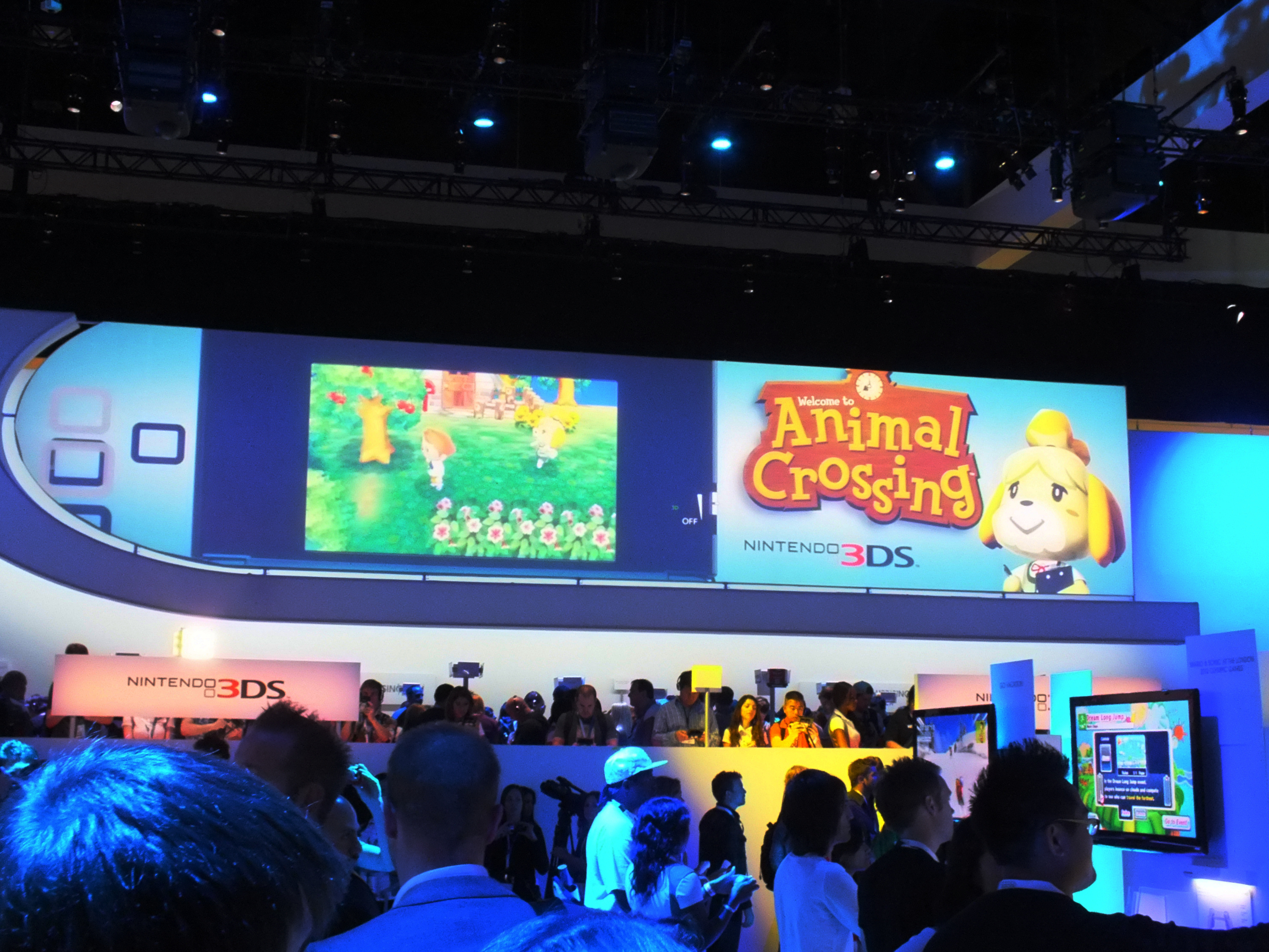
Презентация New Leaf на выставке Electronic Entertainment Expo в 2011 году

Выход игры в Японии состоялся 8 ноября 2012 года. Nintendo Japan сотрудничала с сетью магазинов 7-Eleven, в рамках которой в продажу поступили тематические коллекционные предметы. Компания Nintendo выпустила ограниченное издание приставки Nintendo 3DS XL, чей корпус был украшен картинками в стиле Animal Crossing. В апреле 2013 года аналогичный бандл был анонсирован для Северной Америки и Европы. New Leaf является сиквелом провальной City Folk, последнюю ругали за излишнею схожесть с первыми играми франшизы и отсутствие нововведений. По этой причине анонс четвёртой части и ранняя демонстрация игрового процесса встречала сдержанную реакцию у фанатов и игровой прессы.
Выход New Leaf в США состоялся 9 июня 2013 года, Европе, России — 14 июня и Австралии — 15 июня. В день выхода физических изданий, игра также становилась доступной для загрузки в Nintendo eShop. Игроки, совершившие предзаказ, получали фигурки ратуши и Изабель, их также можно было купить эксклюзивно в сети магазинов EB Games в Австралии и в розничных игровых магазинах в Европе. Реклама цифровых копий игры выступала частью маркетинговой стратегии Nintendo. New Leaf стала первой игрой компании, чья значительная часть продаж пришлась на цифровые копии. Это было обусловлено тем, что Nintendo не желала выпускать избыточное количество физических копий из-за того, что в картриджи с New Leaf была внедрена SLC (Single Level Cell) — технология, ускорявшая обмен данными между картриджем и консолью. На тот момент это была редкая и дорогая технология и Nintendo редко внедряла SLC в свои картриджи. Однако реальные продажи New Leaf превзошли все прогнозы, что привело к дефициту физических копий, сама Nintendo активно призывала приобретать цифровые копии игры и разными способами поощряла покупателей к этому действию.
В августе 2013 года на Wii U было добавлено приложение под названием Animal Crossing Plaza (рус. «Площадь Перекрёстка Животных»), позволяющее игрокам общаться с другими игроками Animal Crossing. Приложение было доступно до конца 2014 года. В сентябре 2016 года Nintendo и Sanrio объявили о сотрудничестве, в рамках которого в New Leaf были добавлены предметы тематики Hello Kitty.
В июле 2022 года Nintendo прекратила цифровые продажи игры на EShop. В 2023 году была отключена возможность загрузки игры через активацию ключа продукта. То есть приобретение New Leaf отныне стало возможным только вместе с игровым картриджем. 8 апреля 2024 года Nintendo прекратила поддержку онлайн-функций в New Leaf, делая больше невозможным многие функции, в том числе посещение городков других игроков. 

### Welcome Amiibo
Крупное обновление, известное как Welcome amiibo, было выпущено 2 ноября 2016 года. Вместе с ним в игру добавили поддержку фигурок и карт amiibo. К данному событию Nintendo выпустила коллекцию amiibo-карточек с ограниченным списком жителей и связанными с ними эксклюзивными внутриигровыми предметами, которые можно приобрести, просканировав эти карточки на игровом устройстве. Это можно было сделать с помощью amiibo-сканера, подключённого к 3DS или же с помощью недавно выпущенной приставки 3DS XL. Обновление также поддерживало интеграцию сохраненных данных с Animal Crossing: Happy Home Designer и вводило дополнительные элементы управления с сенсорным экраном для оформления дома.
Другие нововведения включали в себя мини-игры такие как например головоломка Puzzle League или «побег на необитаемый остров» — «игра на выживание», требующая собрать необходимые материалы на необитаемом острове, чтобы сбежать с него. Данная мини-игра изначально была представлена в amiibo Festival. Разработчики заметили, что добавили последнюю мини-игру в New Leaf так как считали её действительно хорошей и которую большинство фанатов Animal Crossing не имело возможность опробовать. Помимо вышеперечисленных нововведений, вместе с обновлением в игру был добавлен редактор, позволяющий перемещать предметы внутри комнаты, вместо того, чтобы игровому персонажу приходилось вручную размещать предметы. Данная механика изначально была разработана для игры Happy Home Designer.
Для того, чтобы вместе с обновлением мотивировать игроков вернуться в New Leaf поcле долгого отсутствия, Nintendo вместе с обновлением «обнулила» последствия долгого отсутствия персонажа в городке. Ранее многие игроки жаловались на то, что «не решались» вернуться в New Leaf после долгого отсутствия из-за страха столкнуться с негативными последствиями.

### Продажи

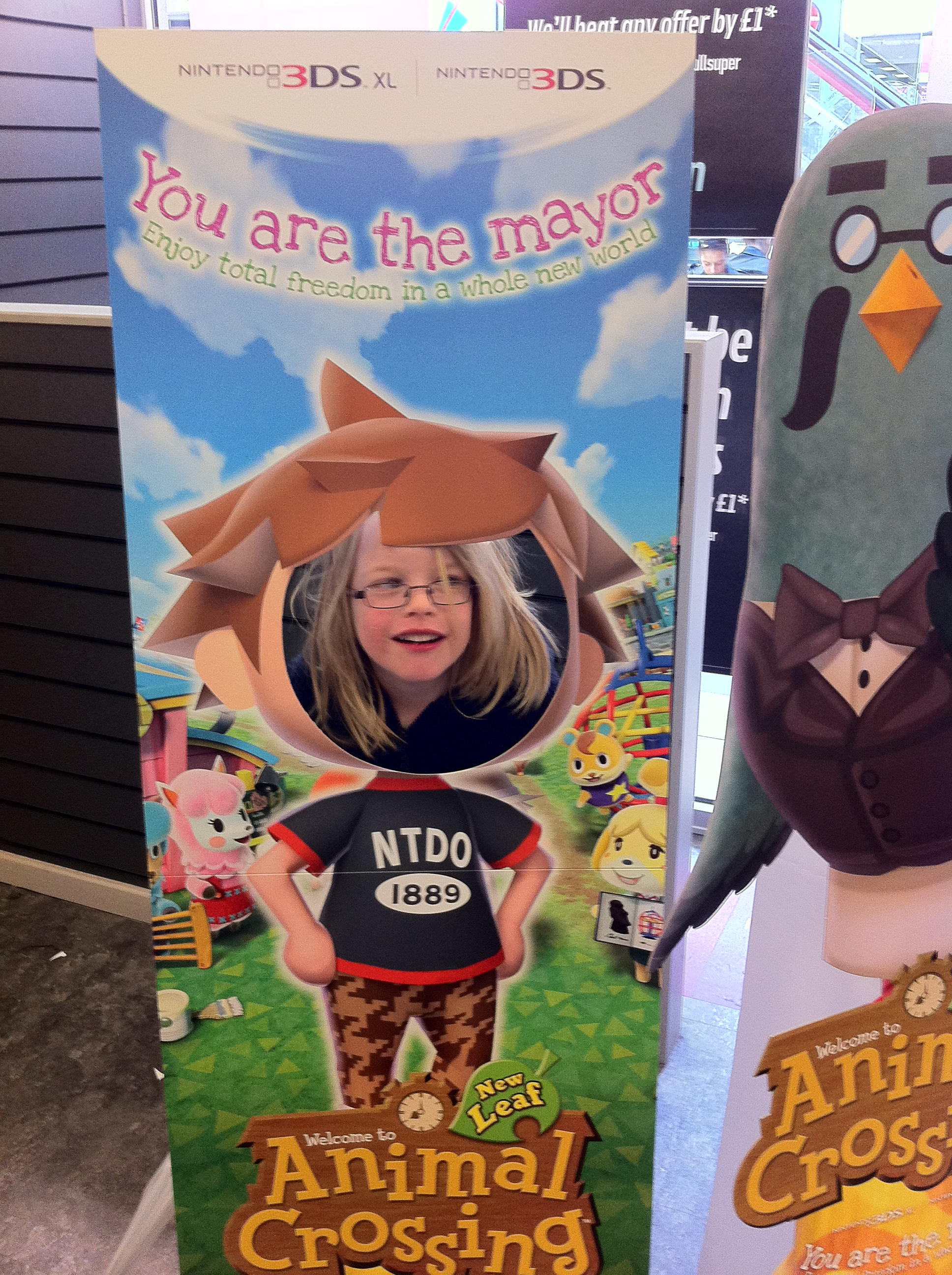
Реклама игры

За первую неделю после выхода в Японии было продано 800 000 копий игры, причём 200 000 из них были цифровыми загрузками. New Leaf стала самой продаваемой игрой за неделю и первой игрой на 3DS в Японии, достигшей отметки в два миллиона проданных копий, это произошло всего за два месяца с начала продаж.
Среди покупателей копий игры женщины составляли значительную долю, при этом большая часть покупателей не принадлежала к игровой аудитории Nintendo, поэтому вместе с New Leaf они впервые покупали игровые приставки 3DS. В Великобритании по состоянию на июнь 2013 года было продано на 40 % больше портативных приставок, нежели годом раннее. Массовые продажи New Leaf и другой игры-бестселлера Luigi's Mansion: Dark Moon привели к тому, что 3DS в течение трёх месяцев была самой продаваемой приставкой в США, опередив продажи Xbox 360 и PlayStation 3 в этот период. К началу 2013 года Nintendo удалось продать 10 миллионов копий 3DS, при этом ещё в декабре 2012 года количество проданных консолей с момента её выхода составляло около 8,8 миллиона. Более миллиона человек — в основном женщин и девочек в Японии приобрели консоль только для того, чтобы поиграть в New Leaf, Ивата Сатору, президент Nintendo назвал это уникальным феноменом в японской игровой индустрии. Резкий рост продаж консолей из-за вышеперечисленных фактов привёл к их нехватке в магазинах по всей Японии. В Nintendo признавались, что изначальные прогнозы относительно продаж New Leaf были скромнее, и принесли официальные извинения за сложившеюся ситуацию, советуя приобретать цифровую копию игры.
К марту 2013 года в Корее и Японии было продано 3,86 миллиона копий игры, а к июлю того же года — более 4 миллионов копий только в Японии. Из-за нехватки физических копий значительная доля продаж в Японии и Корее пришлась на цифровые покупки, одновременно New Leaf занимала крупнейшую долю среди всех цифровых покупок в магазине 3DS. Игроки, купившие цифровую копию, также могли бесплатно приобрести Tomodachi Collection. Японский игровой издатель заметил, что New Leaf значительно способствовала популяризации цифровых покупок игр от Nintendo. По состоянию на октябрь 2013 года во всём мире было продано более 6 миллионов копий игры, New Leaf также стала самой продаваемой игрой от Nintendo за последний финансовый отчёт Nintendo и второй самой продаваемой видеоигрой 2013 года, уступив первенство The Last of Us. К августу 2014 года в Соединённых Штатах было продано 1,36 миллиона копий.
К декабрю 2019 года объём продаж всех версий игры в мире составил 12,45 миллионов копий, что сделало её пятой самой продаваемой игрой для 3DS. Через неделю после выпуска мобильного приложения Animal Crossing: Pocket Camp в ноябре 2017 года продажи New Leaf в Японии выросли на 214 %. New Leaf рассматривалась в своё время как самая успешная игра франшизы, особенно после выхода спорной City Folk для Wii.

## Критика
| Сводный рейтинг       | Сводный рейтинг |
| Агрегатор             | Оценка          |
| --------------------- | --------------- |
| GameRankings          | 86,93 %         |
| Metacritic            | 88/100          |
| Иноязычные издания    |                 |
| Издание               | Оценка          |
| Destructoid           | 7/10            |
| Eurogamer             | 9/10            |
| Famitsu               | 39/40           |
| GameRevolution        | 10/10           |
| GameSpot              | 8/10            |
| IGN                   | 9,6/10          |
| Joystiq               | [ 150 ]         |
| Nintendo Life         | 9/10            |
| Polygon               | 9/10            |
| Русскоязычные издания |                 |
| Издание               | Оценка          |
| «IGN Россия»          | 9/10            |
| «Игромания»           | 8,5/10          |
| «Игры Mail.ru»        | 9/10            |

Animal Crossing: New Leaf получила «Гран при» на вручении Japan Game Awards в 2013 году и награду за превосходный дизайн на 18 вручении AMD Award. Игра получила в целом положительные оценки со стороны игровых критиков. Её средний рейтинг на сайте Metacritic составляет 88 баллов из 100 возможных на основе 70 отзывов. Японская версия получила 39 баллов из 40 по данным японского журнала Famitsu, заработав платиновую премию издания. Джордан Оломан с сайта Fandom заметил, что New Leaf ощущалась истинной преемницей Wild World несмотря на выпуск спорной City Folk между двумя этими играми.
Критик сайта The Guardian Рич Стэнтон назвал New Leaf «самой ламповой и человечной игрой; отчасти симулятором жизни и отчасти симулятором градостроения, позволяющим игрокам развивать собственный рай». Гриффин Макэлрой с сайта Polygon заметил, что New Leaf, как и Wild World доказывает, что игровой процесс Animal Crossing идеально подходит для портативной приставки. Он назвал игру «симуляцией неправдопободно прелестной и идиллической жизни», которую хочется «держать под рукой». Критик также заметил, что если данная игра и выглядит, как симулятор жизни с минималистской эстетикой, это не означает, что она наделена поверхностным геймплеем. При этом лишённая элементов стресса и индикаторов потребностей, например голода, New Leaf скорее напоминает песочницу или виртуальный дзен-сад. Одри Дрейк с сайта IGN призналась, что опробовала одну из самых очаровательных и захватывающих игр за всю свою жизнь. Более сдержанный отзыв оставил критик сайта Destructoid, назвав игру лучшей в серии Animal Crossing, но далеко не революционной, «это как старая собака, выставленная на обозрение, её сложно не любить, но вы знаете на что она способна». Критик похвалил New Leaf за то, что она предлагает куда больше игрового контента, общественных заведений и неигровых персонажей с сравнении с её предшественницами. Часть рецензентов похвалили New Leaf за то, что она способна удивлять новым контентом даже после нескольких сотен часов игры и мотивирует игрока ежедневно возвращаться. New Leaf может как понравится старым фанатам франшизы, желающим повторно пройти Animal Crossing, так и разочаровать, если они ждали чего-то принципиально нового.
Рецензент сайта GameSpot назвал New Leaf странной игрой, с первого взгляда кажущейся непривлекательной из-за необходимости постоянно повторять рутинные действия. «Однако чем больше вы играете и вкладываете в благополучие своего города, тем более захватывающим становится каждый игровой сеанс. Получение идеального городка — высшая награда для игрока, который так много трудился для этого признания». Критики указывали на необычность игрового процесса, отсутствие элементов стресса, но и заметили, что игра способствует вырабатыванию сильной игровой зависимости. Это обусловлено прежде всего тем, что внутриигровое время привязано к реальному, от этого сам прогресс в игре растягивается на недели, месяцы, а то и годы. Потребуется несколько лет для открытия доступа ко всему игровому контенту. Однако ограничение времени можно частично обойти, меняя время в системных настройках 3DS. По мнению некоторых критиков, игра в буквальном смысле может «обратить в рабство» и частично заменить его жизнь игровым процессом. В качестве наилучшей стратегии предлагается ограничивать прохождение короткими и ежедневными игровыми сеансами. Несмотря на вышеописанное, нелинейность New Leaf позволяет игроку по-прежнему самому решать, когда он закончит играть. Это может быть создание идеально красивого городка, полная коллекция значков Nintendo или завершённая коллекция в музее Блезерса.

### Игровой процесс
Критики похвалили New Leaf прежде всего за нововведения, предоставляемые вместе с полномочиями мэра городка. Они меняют саму суть игрового процесса: если в прежних играх, управляемый персонаж был аутсайдером, чья основная цель сводилась к выплате ипотеки, личном обогащении и признанию со стороны местного общества, то в New Leaf игрок может наоборот подстраивать мир под свои правила с помощью полномочий мэра и вместе с этим иметь возможность обустраивать городок и менять его внешний вид. Новые возможности, по мнению критиков, придают игровому процессу новую глубину и смысл, чувство заботы, ответственности и привязанности, но также и накладывают чувство бремени перед городком и его жителями, так как пренебрежение обязанностями мэра, заставляет недовольных жителей покидать городок. По мнению критика GameRevolution, New Leaf за счёт этого ощущается больше RPG, нежели симулятором жизни. В итоге, вместе с данным нововведением от игрока потребуется инвестировать ещё больше времени и денег в благоустройство. При этом он может по прежнему играть в старом стиле, расширяя пространство дома и наживая личное состояние, а городок же оставить в неразвитом состоянии.
Часть критиков выразили раздражение тем, что благоустройство городка осуществляется только силами игрового персонажа, а денежные пожертвования остальных жителей минимальны и носят символический характер. Критик GameSpot заметил, что «даже после того, как вы вложите более миллиона колоколов в благоустройство, животные потребуют большего… если бы только был способ обложить налогом этих „нищих“ лентяев». По мнению рецензента Destructoid, полномочия мэра, позволяющие благоустраивать пространства, являются видоизменённой механикой расширения дома и выплаты долгов. Поэтому данное нововведение нельзя назвать впечатляющим, оно может разочаровать фанатов, ждавших от этой механики большей гибкости и инновационности. Обсуждая механику, позволяющую отныне менять облик всего городка, а не только внутренние помещения собственного жилища, критики также хвалили New Leaf за то, что она предоставляет игрокам почву для творческого самовыражения: в частности возможность создать местность в соответствии с личными вкусовыми предпочтениями, с уникальным и неповторимым дизайном. Это тем не менее потребует немалых временных инвестиций.
Комментируя остальную часть игрового процесса, обозреватели заметили в целом, что она подобна предыдущим играм серии Animal Crossing. New Leaf, как и её предшественницы, требует для пополнения денежных средств совершать постоянные и рутинные действия по добыче ресурсов и ловли живности. Одновременно базовый игровой процесс чувствуется более развитым благодаря многочисленным улучшениям и нововведениям, в частности, редко ломающимся инструментам, возможностью настройки фасада дома, выбора планировки острова, детальной настройки одежды, большого выбора общественных зданий, возможностью заниматься подводным плаванием и так далее. Оценка интерфейса и инвентаря была смешанной, часть критиков оставили хвалебные отзывы, оценив возможность собирать по несколько фруктов в одну ячейку в инвентаре, таким образом экономя место, что определённо оценят игроки предыдущих серий франшизы. Обозреватель GameSpot, наоборот, раскритиковал «смехотворно малый» инвентарь с доступными 16 ячейками, часть из которых всегда будет занята инструментами. В итоге это заставляет игрока постоянно возвращаться домой или в магазины и отнимает много времени. Также невозможность выбирать по несколько предметов и необходимость перетаскивать каждый предмет по отдельности является «глупым требованием, делающим походы к шкафам и в бутики утомительными».
Редактор Kotaku отдельно раскритиковала механику «наказания» игрока за его долгое отсутствие в New Leaf  в частности шанс того, что один из жителей решит покинуть городок в долгое отсутствие игрока. В итоге это вначале мотивировало игроков постоянно возвращаться в игру, даже при потере интереса к игре, однако рано или поздно игроки забрасывали New Leaf и в итоге боялись возвращаться, не желая сталкиваться с последствиями.

### Игровой мир и сетевые компоненты
Оценки графики и художественного стиля были в основном положительные. Критик Eurogamer похвалил обновлённый художественный стиль, придающий более реалистичные пропорции тела персонажам, а также 3D-режим. Журналист GameSpot заметил, что детализация игровой среды и объектов в New Leaf заметно лучше, чем в предшественнице City Folk для приставки Wii. Представитель The Guardian назвал мир Animal Crossing сюрреалистичным, «словно поверхность глобуса, а дизайн персонажей напоминает „бумажное искусство“. Хотя игровой мир выглядит просто, он наполнен скрытыми деталями, которые игрок заметит только со временем». Критик также заметил, что у игрока может сложиться впечатление, что животные-жители являются нечто большим, чем просто алгоритмы, а рецензент Polygon назвал их «самым очаровательным актёрским составом, когда либо представленным в компьютерных играх». При этом работу в кофейне Донлана можно рассматривать, как эквивалент битвы с боссом. Сдержанно отозвался рецензент GameSpot, заметивший, что со временем игрок начнёт замечать, что диалоги, советы и шутки в игре повторяются и это будет вызывать сильное раздражение.
Критики похвалили New Leaf за улучшенный в сравнении с играми-предшественницами многопользовательский режим и прочие нововведения, связанные с сетевыми аспектами. Например, возможность посещать «во сне» резервные копии городков других игроков или посещать копии жилых домов других участников через локальный обмен данными StreetPass. Некоторые критики заметили, что это позволяет в том числе демонстрировать другим игрокам с усердием созданные «идеальные» городки. Критик The Guardian назвал многопользовательский режим «всеобщем счастьем, лишённым цинизма, возможным только в обезоруживающем мире „Animal Crossing“».

### Ретроперспектива
Редакция Digital Trends назвала New Leaf по состоянию на 2021 год второй самой лучшей игрой во франшизе. Хотя её сиквел 2020 года выпуска — New Horizons, превзошёл New Leaf практически во всём, своему успеху пятая часть обязана именно New Leaf, в которой впервые были представлены многие интересные игровые механики и которые были затем развиты и усовершенствованы в New Horizons. Редакция также заметила, что несмотря на то, что New Leaf была сильно ограничена характеристиками Nintendo 3DS, ей по прежнему удавалось демонстрировать яркий и детализированный мир с разнообразным игровым процессом. Хотя франшиза Animal Crossing существует с 2001 года, именно четвёртая предложила обновлённый фирменный художественный стиль, который будет применяться в будущих играх серии. Похожею точку зрения изложил представитель Screenrant, заметив, что New Leaf в своё время стала самой инновационной игрой в серии и её новой опорой. New Horizons несмотря же на очевидные преимущества почти во всём, можно скорее рассматривать, как развитие New Leaf.
Редакция ScreenRant заметила, что несмотря на множественные преимущества сиквела New Horizons, New Leaf сохранила ряд увлекательных деталей, которых лишена последняя игра серии. Это например торговая улица, где располагались магазины и салоны, таким образом игроку не приходилось ждать случайного появления продавцов в городке. New Leaf позволяла также несколько раз обновлять магазин до супермаркета, также в игре присутствовал персонаж Мистер Ресетти, ругающий игрока, если он закрывал игру без сохранения. Редакция NME указала на более развитый искусственный интеллект жителей городка в сравнение с таковыми в New Horizons и это одна из важных причин, почему некоторые игроки предпочли остаться в New Leaf. Алесандра Джонсон с сайта The Gamer также упоминала коллекции предметов и жителей, добавленных в рамках кроссовера с другими франшизами от Nintendo, вроде Zelda, Monster Hunter или Splatoon, которые очень нравились игрокам и которых не хватало в New Horizons.

### Научный интерес
New Leaf, наряду с Happy Home Designer, использовалась психологами во время сеансов, чтобы помочь детям-пациентам излечиться от детских травм. По их утверждению, игровой процесс и музыка этих игр передают чувство комфорта и безопасности. Джейден Янг, директор по дизайну и брендингу, назвал Тома Нука ярким примером монополиста, извлекающем максимальную выгоду из игрока, взвинчивая цены на ипотеку вместе с очередным расширением дома и пользуясь тем, что только он может предлагать свои услуги игровому персонажу.
Эшли Браун, преподавательница теории и дизайна компьютерных игр в Брунельском Университете, и Бьорн Берг Марклунд, старший преподаватель кафедры информатики в Университете Шёвде, в своём совместном исследовании, посвящённом New Leaf, утверждали, что игра скрывает в себе элементы, типичные для жанра ужасов, даже если её мир притворяется дружелюбным и наивным с «детской графикой». В частности New Leaf заигрывает с концепцией «жуткое», выдвинутой Зигмундом Фрейдом. Это выражается в наигранно вежливых и неискренних диалогах с животными: игра постоянно намекает на то, что игровой персонаж должен соответствовать нормам и вести себя «правильно», чтобы быть принятым в сообществе. В противном случае игрок начнёт постоянно сталкиваться с упрёками, недоумением, шутками или открытым осуждением. Особенно это заметно, если долго не общаться с жителями или же если мужской персонаж начнёт одевать «женскую» одежду.
Историк Мигель Цезарь, в своём эссе о New Leaf утверждал, что популярность игры в самой Японии была обусловлена таким культурными явлением, как «муэн сякай»  (яп. 無縁社会) или «массовым одиночеством». Игра отражает идею того, что игровой персонаж, будучи изгоем, постепенно социализируется в городке и становится частью общества. Тем не менее, игру нельзя считать панацеей. Цезарь заметил, что идеальный и «наивный» мир New Leaf на деле отражает идею всесильности корпораций и капиталистической буржуазии, воплощённой в Томе Нуке с магазинами. С другой стороны, это одновременное бессилие и отсутствие выбора у игрового персонажа — конечного потребителя, ведь только через услуги Нука и потребительство можно добиться высшего блага. Что касается общения с животными, то Цезарь решил развить исследования, проведённые Браун и Бьорном о New Leaf, как скрытой антиутопии. В частности, по его мнению общение с животными отражают социальные конфликты, токсичные культурные нормативы и ожидания, которые и выступают основной причиной добровольного одиночества миллионов молодых японцев. При этом игру также можно рассматривать, как «тренировку» для тех, кто пока не решается принять «слишком жестокие» нормы современного общественного уклада.

## Влияние
Благодаря возможности менять облик города New Leaf в своё время рассматривалась как самая революционная в серии Animal Crossing. Она была признана игрой десятилетия в Японии. В этой же игре были впервые представлены многие персонажи, ставшие в итоге знаковыми для франшизы, например собачка Изабель. Издание Polygon включило New Leaf в список лучших игр десятилетия. Читатели IGN с помощью голосования также признали её лучшей игрой для 3DS, сама редакция поставила игру на второе место в списке лучших тайтлов от Nintendo для 3DS и на 26 место в списке всех лучших игр от Nintendo. 
| Игровой персонаж-мужчина                 | Сайруз и Риз |
| Косплей некоторых персонажей из New Leaf |              |

Согласно книге рекордов Гиннесса по состоянию на 2013 год, New Leaf стала третьей самой оценённой критиками игрой в жанре симулятор жизни, уступив The Sims и The Sims 2. Согласно опросу, проведённому среди 50 000 японцев в 2021 году, New Leaf заняла 22 место в списке самых любимых игр всех времён. Несмотря на успех предыдущих игр серии Animal Crossing, особенно Wild World, New Leaf стала самой популярной игрой в серии на момент выпуска и привлекла большое количество новых игроков, раннее не знакомых с франшизой. New Leaf была одной из первых и немногих игр, позволяющих одевать игрового персонажа в любую одежду вне зависимотсти от пола. Это позволило некоторым игрокам изучить свою гендерную идентичность. New Leaf стала популярной у игроков, причисляющих себя к ЛГБТ, и рассматривалась ими как дружелюбная к трансгендерам.
Собачка Изабель, представленная впервые в New Leaf, мгновенно стала самым популярным и любимым персонажем у фанатской аудитории. Интернет-пользователи стали создавать множество фанатских артов собачки. Среди некоторых мужских игроков New Leaf Изабель стала секс-иконой и они создавали множество эротических или порнографических изображений, предавая персонажу более человечно-женственную и сексуализированную физиологию. Также Изабель вместе с женской версией игрового персонажа использовалась в фемслэш-артах на основе популярной теории того, что она тайно влюблена в игрового персонажа вне зависимости от пола. Независимый аниматор Макс Джиларди выпустил сатирический ролик на YouTube по мотивам игры под названием «Isabelle Ruins Everything» о том, как Изабель в долгое отсутствие игрока пыталась выстроить коммунизм.
Несовершенство игрового дизайна становилось источником многочисленных шуток и мемов, например порча благоустроенного игроком пространства при переезде жителя. Возможность создавать индивидуальные рисунки становилось почвой для споров и скандалов внутри сообщества New Leaf, так как некоторые игроки пытались имитировать спорный «контент для взрослых», например эротику, наркотики, флаги со свастикой, флаги конфедератов и так далее. Причиной споров стало отсутствие возможности создать темнокожего игрового персонажа. При этом игра позволяла приобретать тёмный оттенок кожи, но только через механику многочасового «загорания» в летний сезон. Темнокожие игроки из США массово жаловались на этот недостаток, однако Nintendo не реагировала. Через шесть месяцев была добавлена возможность надевать персонажу маску Mii, если она темнокожая, то окрашивала в тот же цвет остальное тело игрового персонажа.

### Фанатская аудитория
New Leaf на волне коммерческого успеха собрала вокруг себя одну из самых заметных и преданных фанатских аудиторий в интернете, чьи представители проявляли высокую активность на протяжении 2010-х годов. Только на японскую страницу Animal Crossing в Twitter по состоянию на 2014 год было подписано более 180 000 человек. Игровая аудитория New Leaf выделялась на фоне остальных тем, что в большей степени состояла из женщин, детей и казуальных игроков, нежели из традиционных геймеров. Женщины от 19 до 24 лет составляли основное ядро игровой аудитории, при этом они тогда составляли лишь 31 % владельцев приставки 3DS. Основная игровая аудитория приходилась на милленниалов, хотя многие из игравших также были представителями поколения Х и бэби-бумеров. Многие покупали приставку Nintendo 3DS специально для того, чтобы играть в New Leaf. Велись дискуссии относительно того, стоит ли причислять фанатов New Leaf к субкультуре отаку. По состоянию на 2014 год крупнейший фанатский сайт «Animal Crossing Community» насчитывал более 560 000 пользователей: 62 % из них были женщинами и 38 % мужчинами, 65 % пользователей были старше 19 лет. В 2020 году, в преддверии выхода следующей части New Horizons, фанаты устроили в социальных сетях массовый флешмоб, где демонстрировали свои «последние дни» времяпровождения в New Leaf. Тем не менее, после выпуска сиквела в интернете по состоянию на 2020 год по прежнему была активна небольшая группа игроков New Leaf, выход сиквела даже на какое то время повысил у старой игровой аудитории интерес к New Leaf, особенно в Японии. Редакцию Kotaku привлекла история 88-ли летней женщины, которая по состоянию на 2020 год, наиграла в New Leaf 4000 часов.

Два игрока из Японии и России встречаются для обмена предметами по итогам сделки, совершённой на сайте traderie, 2022 год

К 2024 году фанатское сообщество игры было по-прежнему активно на форумах и заметно активизировалось в преддверии отключения 3DS и Wii от серверов Nintendo, которые больше не позволили бы играть в многопользовательском режиме. Игроки активно помогали друг другу завершить достижения, добыть редкие предметы или делились своими последними моментами совместного времяпровождения в игре.
Игроков New Leaf можно было поделить условно на четыре архетипа — тех кто наслаждается игрой и исследует её возможности, коллекционеров, стремящихся заполучить полную коллекцию внутриигровых предметов, стремящихся к общению с другими игроками через онлайн режим и форумы, а также особый тип игроков, стремящийся добиваться исключительных результатов и хвастаться проделанным трудом перед другими игроками. Демонстрация благоустроенного городка или созданных индивидуальных рисунков выступали одной из центральных тем в фанатском сообществе New Leaf. Некоторые игроки создавали городки-крипипасты, вроде «деревни Айко», которые приобретали популярность.
После выпуска игры в Японии в 2012 году японские игроки массово выкладывали в социальной сети Twitter фотографии своих городков и домов из New Leaf. Также большой популярностью пользовались руководства по благоустройству пространств. Некоторые блогеры могли создавать по несколько городков на нескольких консолях. Сообщество фанатов использовало социальную сеть Tumblr в качестве своей основной площадки, где блогеры вели своего рода дневники и делились ежедневными занятиями в игре. Также большой популярностью пользовалась «торговля» предметами через многопользовательский режим.
Блогеры Animal Crossing выделялись тем, что в основной массе не принадлежали к субкультуре геймеров. Среди них было много художников и дизайнеров. Сообщество New Leaf также выделялось на фоне остальных игровых сообществ тем, что вместо игровых форумов, в качестве основных площадок для общения использовали социальные сети, создавая там большое количество блогов. Среди фанатов также пользовалось популярностью коллекционирование тематического мерчандайза — физических изданий игр, карточек Amiibo и тематических игрушек. Известно, что частные дизайнеры могли делать на заказ деревянные фигурки игровых персонажей из New Leaf.

## Наследие
В файтинге Super Smash Bros. для Nintendo 3DS и Wii U, вышедшему в 2014 году Изабель появляется в качестве трофея — ассистентки, а остров Тортимера появляется в качестве арены в 3DS-версии игры. Изабель также появляется как управляемый персонаж в Super Smash Bros. Ultimate 2018 года, в дополнениях к играм Monster Hunter 4 и Mario Kart 8 для Wii U наряду с игровым персонажем-человеком.
По мотивам New Leaf было выпущено несколько короткометражных комиксов, первый из них — одноимённая манга от карикатуриста Кохэ была выпущена 25 марта 2014 года. Также с марта 2014 года начала выпускаться манга под названием Tobidase Dobutsu no Mori Hakiri Village Mayor Ippe!  (яп. とびだせ どうぶつの森 はりきり村長イッペー!) авторства Рёхэя Осаки. Последняя серия вышла в октябре 2019 года. В конце 2014 года издание Kadokawa выпустило ваншот-мангу под названием Animal Crossing: New Leaf Everyone’s Seseragi Village Life  (яп. とびだせ どうぶつの森 みんなでせせらぎ村ライフ).